# Тазвел (Тенеси)
Тазвел (енгл. Tazewell) град је у америчкој савезној држави Тенеси.

## Демографија
По попису из 2010. године број становника је 2.218, што је 53 (2,4%) становника више него 2000. године.
| Група             | 2000.         | 2010.         |
| Белци             | 2.020 (93,3%) | 2.073 (93,5%) |
| Афроамериканци    | 87 (4,0%)     | 55 (2,5%)     |
| Азијати           | 13 (0,6%)     | 16 (0,7%)     |
| Хиспаноамериканци | 16 (0,7%)     | 24 (1,1%)     |
| Укупно            | 2.165         | 2.218         |